# Lucia Papanetzová
Lucia Papanetzová (* 1. August 1978 in Lučenec) ist eine slowakische Komponistin.

## Leben
Ihre musikalische Ausbildung begann Lucia Papanetzová 1992–1997 am Ján-Levoslav-Bella-Konservatorium in Banská Bystrica mit dem Schwerpunkt auf geistlicher Musik (Orgel bei Ladislav Kiss, Chorleitung bei Pavol Tužinský). Durch ihr Kirchenmusikstudium kam sie ab 1995 in der Klavierklasse von Jevgenij Iršai erstmals auch mit zeitgenössischer Musik und dem Bereich Komposition in Berührung. In der Folge absolvierte sie 1998–2003 ein Kompositionsstudium bei Vladimír Bokes an der Hochschule für Musische Künste Bratislava (Vysoká škola múzických umení v Bratislave – VŠMU), dem sie 2003–2005 ebenfalls bei Bokes ein Doktoratsstudium anschloss.
2000 war Lucia Papanetzová mit Denisa Benčová Gründerin und in der Folge Organisatorin des Studentenfestivals für zeitgenössische Musik ORFEUS. 2002 gehörte sie zu den Mitbegründerinnen der Vereinigung Junger Komponistinnen und Komponisten SOOZVUK. Lucia Papanetzová arbeitet als Assistenzprofessorin am Institut für Komposition und Dirigieren an der VŠMU, als Mitarbeiterin am Forschungszentrum der Fakultät für Musik und Tanz (HTF) und als Prodekanin für Wissenschaft und internationale Beziehungen der VŠMU.

## Preise und Auszeichnungen
- 2004: Ján Levoslav Bella-Preis für Passacaglia für Klavier und Orchester

## Werke (Auswahl)

### Bühnenwerke
- Malý princ (Der kleine Prinz). Musikalisches Märchen für Kinder nach Motiven von Antoine de Saint-Exupéry, Libretto: Michal Fridrich (2012)

### Streichorchester
- Meditácie vďaka Bachovi (Meditationen zum Dank an Bach) (2000)
- Canon (2012)

### Soloinstrument und Orchester
- Moment music für Gitarre und Streichorchester (2000)
- Passacaglia für Klavier und Orchester (2003)
- Teleportácia (Teleportation) für Akkordeon und Orchester (2004)

### Ensemble
- Zahir für neun Instrumente (2005)
- Kammersinfonie für dreizehn Instrumente (2014)
- Post Scriptum für sieben Instrumente (2018)

### Duos und Kammermusik
- Suvenír (Souvenir) für vier Violoncelli (1998)
- Čajka (Möwe) für Flöte und Klavier (1998)
- Tri vyjadrenia (Drei Ausdrücke) für zwei Violinen (1999)
- Moment music für Gitarre und Streichquartett (2000)
- Sonet 1 Flöte, Violine, Viola und Violoncello (2000)
- Sonet 2 für Akkordeon, Flöte und Klarinette (2000)
- Klaviertrio (2003)
- Threesome für Baritonsaxophon, Gitarre und drei Bongos (2004)
- Apeiron für Saxophonquartett (2004)
- Tiene (Schatten) für Violine oder Flöte und Klavier (2005)
- Sonáta II für Violine oder Viola und Klavier (2010)
- Morská panna (Die Meerjungfrau). Vorspiel für fünf Instrumente (2013)
- L. Y. für Baritonsaxophon, Streichquartett und Klavier (2018)

### Instrument solo
- Imaginácia I, II, III für Klavier (2001)
- Tri skice (Drei Skizzen) für Violoncello (2004)
- Imaginácia IV für Akkordeon (2007)
- Imaginácia V für Violine „In memoriam Pavol Fuček“ (2007)
- Imaginácia VI (Variácia Es – B) für Klavier (2007)

### Gesangsstimme
- Modlitba (Gebet) nach Worten von Daniel Pastirčák[5] für Mezzosopran und Klavier (2000)
- Perie (Gefieder) nach Worten von Daniel Pastirčák für Bariton und Klavier (2000)
- Kvapka nádeje (Ein Hoffnungsschimmer) für Gesangsstimme (2019)

### Gemischter Chor a cappella
- Piesne diaľok (Lieder der Ferne) nach Gedichten von Daniel Pastirčák aus der Sammlung „Tehilim“ für Alt- und Bassstimmen (2004)
- The Cure (Liek) (Heilmittel; Medizin) (2007)

## Diskographie (Auswahl)
- Zahir – Melos Ethos Ensemble, Dirigent: Marián Lejava – auf: Melos Ethos Ensemble (Slowakisches Musikzentrum 2005)
- Imaginácie I, II, III – Magdaléna Bajuszová (Klavier) – auf: SOOZVUK (Slowakischer Musikfonds, 2006)
- Zahir – Melos Ethos Ensemble, Dirigent: Marián Lejava – auf: Slovaks for the Warsaw Autumn (Polnisches Musikinformationszentrum 2006)
- Imaginácia V – Milan Paľa (Violine) – auf „Milan Paľa. Violin Solo 2“ (Pavlík Records, 2010)
- Imaginácia VI (Variácia Es – B) – Magdaléna Bajuszová (Klavier) – auf: Slovak Composers‘ Fifth Variations (Slovak Music Bridge, 2011)
- Tiene – Zuzana Bandúrová (Flöte), Eva Hutyrová (Klavier) – auf: Zuzana Bandúrová (Akademie múzických umění v Praze, 2014)
- Modlitba,  Piesne diaľok u. a. – Eva Banča (Mezzosopran), Ladislav Patkoló (Klavier), Mucha Quartett – auf Lucia Papanetzová, Ľuboš Bernáth. Žalmy (VŠMU, 2017)[6]
- L. Y. – Ansambel SO36 – auf: Erik Rothenstein & Ansambel SO36. Black Swan (2020)